# Собрал, Салвадор
Салвадо́р Вила́р Бра́мкамп Собра́л (порт. Salvador Vilar Braamcamp Sobral, 28 декабря 1989 года, Лиссабон, Португалия) — португальский певец, победитель Евровидения-2017, выступавший на конкурсе с песней «Amar pelos dois». Музыка исполнителя представлена в основном в жанрах альтернативный рок, соул и джаз.

## Ранние годы и карьера
Салвадор Собрал родился в Лиссабоне, детство провел в США и в Барселоне. В течение этого времени Собрал путешествовал по нескольким городам Испании, среди них, Тенерифе, где он выступал на частной вечеринке богатой пары. Происходит из португальского дворянского рода и по отцовской линии является потомком первого графа Собрал, занимавшего непродолжительное время должность министра иностранных дел Португалии (1823) Эрману Жозе Брамкамп ду Собрал. Отец — Салвадор Луис Кабрал Брамкамп Собрал (Лиссабон, Сантуш-у-Велью, 21 мая 1955), мать — Луиза Мария Кабрал Поссер Вилар (Сетубал, Носа-Сеньора-да-Анунсиада, 25 августа 1960). Есть старшая сестра — Луиза Вилар Брамкамп Собрал (18 сентября 1987).
В возрасте 10 лет принял участие в телепередаче «Bravo Bravíssimo».
В 2009 году стал участником третьего сезона португальской версии британского шоу талантов Pop Idol, где в итоге занял 7 место. Его сестра, Луиза Собрал, которая также является певицей, стала финалисткой, заняв третье место в первом сезоне шоу.
Изучал психологию в Лиссабонском высшем институте прикладной психологии. Во время обучения Салвадор перебрался в Испанию, на Мальорку, где он пел в барах. Покинув лиссабонский университет, поступил в престижную музыкальную школу Taller of Musics в Барселоне.
В 2016 году вышел в свет первый музыкальный альбом Сальвадора, получивший название «Excuse me».
В 2017 году, после годового перерыва, Португалия приняла решение возобновить участие в песенном конкурсе Евровидение, а Собрал стал участником португальского национального отбора на конкурс Festival da Canção 2017 с песней «Amar pelos dois». 5 марта состоялся финал отбора, а Собрал стал победителем. Как представитель Португалии, 13 мая певец занял первое место на Евровидении-2017 в Киеве, набрав рекордные за всю историю конкурса 758 очков.
Салвадор является фанатом Чета Бейкера и исполнителей босановы (Каэтану Велозу, Шику Буарки).

## Салвадор Собрал на конкурсе песни Евровидение-2017
Собрал с рождения был серьёзно болен — у него был диагностирован порок сердца. Поэтому артист не смог принять участие в конкурсе «Евровидение-2017» на общих основаниях. Он пропустил репетиции полуфинала и прибыл в Киев к генеральному прогону и старту полуфинала. На пресс-конференциях и в случае незапланированных ситуаций его заменяла родная сестра и автор песни «Amar pelos dois» — Луиза. Евровидение изменило правила ради тяжелобольного Собрала.
В своей песне Собрал поёт о сердце, которое, согласно тексту, «всё выдержит и сможет любить за двоих». Обращаясь к газете «Público», он сказал, что «Amar pelos dois» имеет «гармонию и мелодию, немного напоминающие американские песенники и в то же время босанову», добавив, что для него «самое главное — передать эмоции. Какими бы они ни были».
9 мая 2017 года Сальвадор успешно прошел в финал конкурса. 13 мая 2017 года в финале, по результатам голосования жюри и зрительского голосования, Португалия впервые за 53 года стала победителем конкурса, набрав 758 баллов.
8 декабря 2017 года Собралу была успешно проведена операция по пересадке сердца в лиссабонском госпитале Santa Cruz. В настоящее время музыкант продолжает свою творческую деятельность.

## Карьера после Евровидение-2017
В 2019 году у Собрала вышел альбом под названием «Paris, Lisboa», включающий 12 песен.

## Дискография
Студийные альбомы
- Excuse Me[англ.] (2016)
- Paris, Lisboa[англ.] (2019)
- bpm[англ.] (2021)

Концертные альбомы
- Excuse Me (Ao Vivo)[англ.] (2017)